# Daniel Jędraszko
Daniel Jędraszko, né le 6 avril 1976 à Szczecin (Pologne), est un céiste polonais pratiquant la course en ligne.

## Palmarès

### Jeux olympiques de canoë-kayak course en ligne
- 2000 à Sydney,  Australie
  -  Médaille d'argent en C-2 500 m[1]